# Ван (Оклахома)
Ван (енгл. Wann) град је у америчкој савезној држави Оклахома.

## Демографија
По попису из 2010. године број становника је 125, што је 7 (-5,3%) становника мање него 2000. године.
| Група             | 2000.      | 2010.      |
| Белци             | 88 (66,7%) | 87 (69,6%) |
| Афроамериканци    | 0 (0,0%)   | 1 (0,8%)   |
| Азијати           | 0 (0,0%)   | 0 (0,0%)   |
| Хиспаноамериканци | 10 (7,6%)  | 1 (0,8%)   |
| Укупно            | 132        | 125        |